# Bjałgradec
Bjałgradec (bułg. Бялградец) – wieś w południowej Bułgarii, w obwodzie Chaskowo, gminie Iwajłowgrad. Według danych Narodowego Instytutu Statystycznego w Bułgarii z 31 grudnia 2011 wieś liczyła 33 mieszkańców.